# Johan Inger

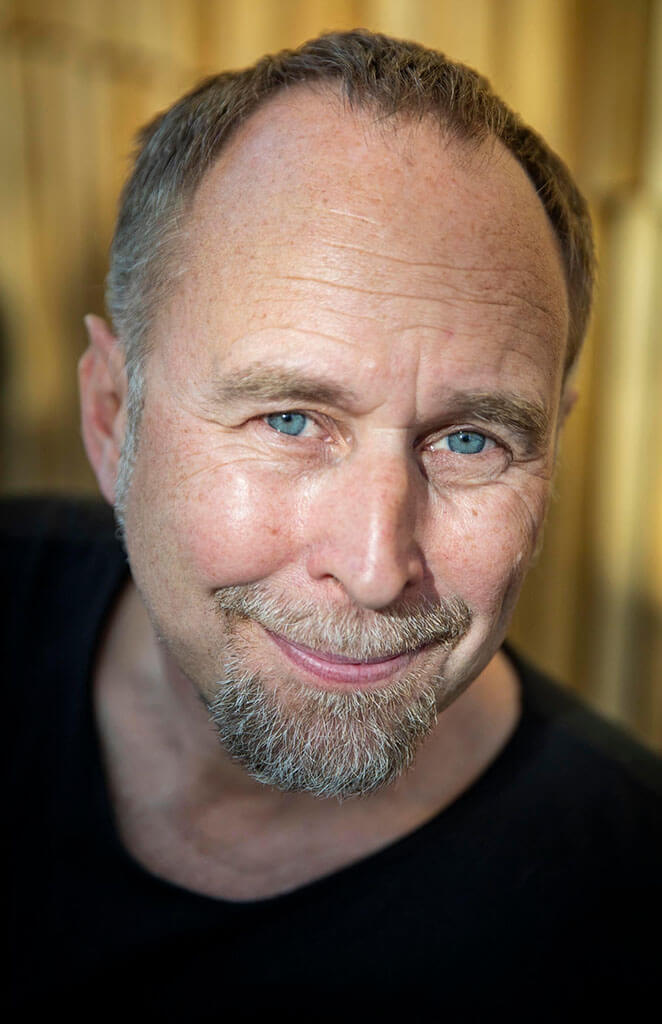
Johan Inger (2019)

Johan Inger (* 1967 in Stockholm) ist ein schwedischer Ballett-Choreograf.

## Karriere
Johan Inger erhielt seine Tanzausbildung an der Königlichen Schwedischen Ballettschule und an der Nationalen Ballettschule in Kanada. 1985–1990 tanzte er beim Königlichen Ballett in Stockholm. In seinem letzten Jahr dort trat er als Solotänzer auf. 1990 schloss er sich dem Nederlands Dans Theater (NDT) an und tanzte dort in herausragenden Rollen. 1995 schuf er seine erste Choreografie, Mellantid, für das NDT. 1996 wurde er mit dem Philip Morris Award für zeitgenössischen Tanz ausgezeichnet. 2001 erhielt er den Lucas Hoving Production Award für seine Arbeiten Dream Play und Walking Mad.
2003 verließ er das NDT und wurde künstlerischer Leiter des schwedischen Cullberg Ballets. Unter seiner Leitung wurde diese Kompanie 2004 mit dem Premio Danza e Danza für den besten Bühnenauftritt ausgezeichnet. 2008 verließ er das Cullberg Ballet und arbeitet seither als freier Choreograf. Von 2009 bis 2016 war er Associate Choreographer am NDT.
Choreografien von Johan Inger fanden Eingang ins Repertoire international führender Ballettkompanien. Beispiele sind:
- Carmen, ein abendfüllendes Ballett, das er ursprünglich für die spanische Compañía Nacional de Danza in Madrid schuf und das 2016 mit dem Prix Benois de la Danse ausgezeichnet wurde.[4]
- Peer Gynt 2017 für das Basler Ballett.[1]
- Don Juan 2020 für Aterballetto, das mit dem Premio Danza e Danza ausgezeichnet wurde.[1]
- Für die Dresdner Semperoper inszenierte er 2013 Walking Mad und 2019 Carmen. Zuletzt folgte 2022 die deutsche Erstaufführung von Peer Gynt an der Semperoper.[3]

Johan Inger lebt in Sevilla (Stand 2022).

## Choreografien
| Jahr | Titel                 | Kompanie                     |
| ---- | --------------------- | ---------------------------- |
| 1995 | Mellantid             | NDT 2                        |
| 1996 | Sammanfall            | NDT 2                        |
| 1997 | Livnära               | NDT1                         |
| 1997 | Round Corners         | NDT 2                        |
| 1998 | Couple of Moments     | NDT 3                        |
| 1999 | Hurry Slowly          | NDT 1                        |
| 2000 | Arcimboldo            | NDT                          |
| 2000 | Dream Play            | NDT 2                        |
| 2000 | Among Others          | NDT 1                        |
| 2001 | Walking Mad           | NDT 1                        |
| 2002 | Home and Home         | Cullberg Ballet              |
| 2002 | Out of Breath         | NDT 2                        |
| 2002 | So Now Then           | NDT 1                        |
| 2003 | Phases                | Cullberg Ballet              |
| 2003 | Pneuma                | NDT 1                        |
| 2004 | Within Now            | Cullberg Ballet              |
| 2005 | Empty House           | Cullberg Ballet              |
| 2005 | Negro con Flores      | Cullberg Ballet              |
| 2005 | As If                 | Cullberg Ballet              |
| 2006 | Blanco                | Cullberg Ballet              |
| 2007 | Point of Eclipse      | Cullberg Ballet              |
| 2009 | Dissolve in This      | NDT 1 & 2                    |
| 2009 | Position of Elsewhere | Cullberg Ballet              |
| 2010 | Tone Bone Kone        | NDT 1                        |
| 2010 | Falter                | GöteborgsOperans Danskompani |
| 2011 | In - Exact            | Les Ballets de Monte-Carlo   |
| 2011 | Rain Dogs             | Ballett Theater Basel        |
| 2011 | Stabat Mater          | Italica Festival             |
| 2012 | Sunset Logic          | NDT1                         |
| 2012 | I New Then            | NDT2                         |
| 2013 | Tempus Fugit          | Ballett Theater Basel        |
| 2014 | B.R.I.S.A.            | NDT2                         |
| 2015 | One on One            | NDT2                         |
| 2015 | Now & Now             | Gauthier Dance               |
| 2015 | Carmen                | Compañia Nacional de Danza   |
| 2015 | Rite of Spring        | Royal Swedish Ballet         |
| 2016 | Bliss                 | Aterballetto                 |
| 2017 | Birdland              | Aterballetto                 |
| 2017 | Peer Gynt             | Ballett Theater Basel        |
| 2017 | Sweet Sweet           | Gauthier Dance Company       |
| 2018 | Petruschka            | Les Ballets de Monte Carlo   |
| 2018 | 4 Karin               | Dancing with Bergman         |
| 2018 | Under A Day           | Ballet Opéra de Lyon         |

## Auszeichnungen
- 1996 Philip Morris Finest Selection Award für zeitgenössischen Tanz für das Stück Mellantid[2]
- 2001 Lucas Hoving Production Award für Dream Play und Walking Mad[6]
- 2002 Merit Award des Stichting Dansersfonds ’79[1]
- 2005 Premio Danza e Danza für Walking Mad[6]
- 2013 Carina Ari medal für die weltweite Förderung schwedischer Kunst und schwedischen Tanzes[7]
- 2016 Premio Danza e Danza für Bliss[8]
- 2016 Prix Benois de la Danse für Carmen und One on One[9]
- 2020 Premio Danza e Danza für Don Juan[6]